# Saison 3 de Private Practice
Chronologie
Saison 2 Saison 4
Cet article présente le guide des épisodes de la troisième saison du feuilleton télévisé Private Practice.

## Distribution de la saison

### Acteurs principaux
- Kate Walsh (VF : Anne Deleuze) : Addison Montgomery
- Tim Daly (VF : Bruno Choël) : Pete Wilder
- Audra McDonald (VF : Isabelle Ganz) : Naomi Bennett (20 épisodes)
- Paul Adelstein (VF : Boris Rehlinger) : Cooper Freedman
- KaDee Strickland (VF : Laurence Bréheret) : Charlotte King
- Chris Lowell (VF : Jonathan Amram) : William « Dell » Parker (13 épisodes)
- Taye Diggs (VF : Bruno Dubernat) : Sam Bennett
- Amy Brenneman (VF : Véronique Augereau) : Violet Turner (20 épisodes)

## Épisodes

### Épisode 1:La Mort dans l'âme
- États-Unis /  Canada : 1er octobre 2009 sur ABC / /A\[1]
- Suisse : 6 juin 2010 sur TSR1
- France : 22 août 2011 sur France 2
- Québec : 26 août 2013 sur Moi & Cie Télé
- Belgique : date inconnue sur RTL-TVI

- États-Unis : 11,58 millions de téléspectateurs[2]
- France : 2,74 millions de téléspectateurs[3]

- Brian Benben (Dr. Sheldon Wallace)
- Amanda Foreman (Katie Kent)
- Hailey Sole (Betsey)
- Kate Lacey (E.R. Nurse)

### Épisode 2:Culpabilités
- États-Unis : 8 octobre 2009 sur ABC
- Suisse : 13 août 2010 sur TSR1
- France : 22 août 2011 sur France 2
- Québec : 2 septembre 2013 sur Moi & Cie Télé

- États-Unis : 9,5 millions de téléspectateurs[4]
- France : 2,8 millions de téléspectateurs[3]

- Kellie Martin (Michelle Larsen)
- Ken Marino (Mr. Larsen)
- Jamison Haase (Policier)
- Roy Vongtama (New PWC Doctor)
- Rodney J. Hobbs (Trauma Doctor)

### Épisode 3:Un cœur en attente
- États-Unis : 15 octobre 2009 sur ABC
- Suisse : 20 août 2010 sur TSR1
- France : 22 août 2011 sur France 2
- Québec : 9 septembre 2013 sur Moi & Cie Télé

- États-Unis : 10,36 millions de téléspectateurs[5]
- France : 2,57 millions de téléspectateurs[3]

- Brian Benben (Dr. Sheldon Wallace)
- Amanda Detmer (Morgan Gellman)
- Joey Honsa (Emily)
- Alexie Gilmore (Sara)
- Jared Kusnitz (Ryan Crawford)
- Laura Niemi (Betty Crawford)
- Nikki SooHoo (Kelli)
- Ariel Felix (Tommy)
- Chandra Wilson (Dr Miranda Bailey)

### Épisode 4:Repousser les limites
- États-Unis : 22 octobre 2009 sur ABC
- Suisse : 27 août 2010 sur TSR1
- France : 29 août 2011 sur France 2
- Québec : 16 septembre 2013 sur Moi & Cie Télé

- États-Unis : 9,93 millions de téléspectateurs[6]
- France : 2,91 millions de téléspectateurs[7]

- Brian Benben (Dr. Sheldon Wallace)
- Tracie Thoms (Colette)
- Kristin Bauer (Susanna)
- Lucy Hale (Danielle)
- Samantha Quan (Kimmy)
- Charles Malik Whitfield (Ty)

### Épisode 5:Les Larmes du bourreau
- États-Unis : 29 octobre 2009 sur ABC
- Suisse : 18 juillet 2010 sur TSR1
- France : 29 août 2011 sur France 2
- Québec : 23 septembre 2013 sur Moi & Cie Télé

- États-Unis : 9,16 millions de téléspectateurs[8]
- France : 2,86 millions de téléspectateurs[7]

- Conni Marie Brazelton (Juge)
- Amanda Foreman (Katie Kent)
- John Getz (Mr. Kent)
- William Charlton (Prosecutor)
- DaJuan Johnson (Marty Salter)
- Tessa Thompson (Zoe)
- Robin Weigert (Amelia Sawyer)

### Épisode 6:Faux Départ
- États-Unis : 5 novembre 2009 sur ABC
- Suisse : 8 août 2010 sur TSR1
- France : 29 août 2011 sur France 2
- Québec : 30 septembre 2013 sur Moi & Cie Télé

- États-Unis : 9,11 millions de téléspectateurs[9]
- France : 2,69 millions de téléspectateurs[7]

- James Morrison (William White)
- Rosalind Chao (Lillie Jordan)
- George Newbern (Brian Reynolds)
- Geoffrey Arend (Jimmy)
- Susan May Pratt (Barbara)
- Michael Patrick Thornton (Dr. Gabriel Fife)
- Kacie Borrowman (Sally Donovan)
- Nic Novicki (Curtis Donovan)
- Hira Ambrosino (Iris Rogerson)
- Perry Smith (Cat Saleswoman)
- Kevin Berntson (Anthony Parker)

### Épisode 7:Dérives
- États-Unis : 12 novembre 2009 sur ABC
- Suisse : 16 août 2010 sur TSR1
- France : 29 août 2011 sur France 2
- Québec : 7 octobre 2013 sur Moi & Cie Télé

- États-Unis : 10,25 millions de téléspectateurs[10]
- France : 2,45 millions de téléspectateurs[7]

- Brian Benben (Dr. Sheldon Wallace)
- Jennifer Lee Keyes (Megan)
- Jason Grutter (Firefighter)
- Ever Carradine (Kara)
- Jeremy Guilbaut (Dan)
- Roberto Santos (Buck)
- Brennan Elliott (Jake)
- Stephen Sowan (Brendon)
- Seema Lazar (Ingrid)
- Hallee Hirsh (Melissa)

### Épisode 8:Mortelle randonnée
- États-Unis : 19 novembre 2009 sur ABC
- Suisse : 22 août 2010 sur TSR1
- France : 8 juillet 2012 sur France 2
- Québec : 7 octobre 2013 sur Moi & Cie Télé

- États-Unis : 8,93 millions de téléspectateurs[11]
- France : 2,22 millions de téléspectateurs[12]

- Michael Patrick Thornton (Gabriel Fife)
- Stephen Collins (Capitaine Montgomery)
- Marguerite Moreau (la mère d'Evan)
- Agnes Bruckner (Heather)
- Sean Bridgers (Frank)
- Anna Khaja (Avocate de Cooper)
- Joey Luthman (Evan)
- Grinnell Morris (Ted Jarvis)
- Suzy Nakamura (Margaret Delhom)
- Wayne Wilderson (Neil Delhom)

### Épisode 9:Piège parental
- États-Unis : 3 décembre 2009 sur ABC
- Suisse : 5 septembre 2010 sur TSR1
- France : 8 juillet 2012 sur France 2
- Québec : 14 octobre 2013 sur Moi & Cie Télé

- États-Unis : 9,21 millions de téléspectateurs[13]
- France : 2,1 millions de téléspectateurs[12]

- Stephen Collins (Captaine Montgomery)
- Dennis Apergis (Shimmon Gold)
- Mimi Kennedy (Eleanor Bergen)
- Devon Gummersall (Ronald Bergen)
- Rebecca Field (Shayna/Rachel Gold)
- Jonathan Goldstein (Rabbin)
- Geffri Maya (Maya Bennett)
- Stephen Lunsford (Dink)

### Épisode 10:Explosions
- États-Unis : 3 décembre 2009 sur ABC
- Suisse : 19 septembre 2010 sur TSR1
- France : 8 juillet 2012 sur France 2
- Québec : 21 octobre 2013 sur Moi & Cie Télé

- États-Unis : 9,21 millions de téléspectateurs[13]
- France : 2,2 millions de téléspectateurs[12]

- Stephen Collins (The Captain)
- Hailey Sole (Betsey)
- Brian Benben (Dr. Sheldon Wallace)
- JoBeth Williams (Bizzy Forbes)
- Agnes Bruckner (Heather)
- Ann Cusack (Susan)

### Épisode 11:Une seconde chance
- États-Unis : 14 janvier 2010 sur ABC
- Suisse : 26 septembre 2010 sur TSR1
- France : 8 juillet 2012 sur France 2
- Québec : 28 octobre 2013 sur Moi & Cie Télé

- États-Unis : 10,96 millions de téléspectateurs[14]
- France : 1,9 million de téléspectateurs[12]

- Eric Dane (Mark Sloan)
- Molly Price (Andrea)
- Geffri Maya (Maya Bennett)
- Leven Rambin (Sloan Riley)
- Hailey Sole (Betsey)
- Nathan Gamble (Cody)
- K.T. Thangavelu (Assistante sociale)

### Épisode 12:Du cœur au ventre
- États-Unis : 21 janvier 2010 sur ABC
- Suisse : 3 octobre 2010 sur TSR1
- France : 15 juillet 2012 sur France 2
- Québec : 4 novembre 2013 sur Moi & Cie Télé

- États-Unis : 9,64 millions de téléspectateurs[15]
- France : 2,34 millions de téléspectateurs[16]

- Andy Comeau (Nathan)
- Geffri Maya (Maya Bennett)
- Stephen Lunsford (Dink)
- Melissa McCarthy (Lynn McDonald)
- Chris McKenna (Colin Bowman)
- Michael Patrick Thornton (Dr. Gabriel Fife)

### Épisode 13:Choix impossibles
- États-Unis : 4 février 2010 sur ABC
- Suisse : 10 octobre 2010 sur TSR1
- France : 15 juillet 2012 sur France 2
- Québec : 11 novembre 2013 sur Moi & Cie Télé

- États-Unis : 9,25 millions de téléspectateurs[17]
- France : 2,3 millions de téléspectateurs[16]

- Rosanna Arquette (Corinne)
- Brian Benben (Dr. Sheldon Wallace)
- Jennifer Hall (Renee)
- Jeff Hephner (le mari de Renée)
- Geffri Maya (Maya Bennett)
- Stephen Lunsford (Dink)
- Amanda Pace/Rachel Pace (Kelly/Nikki)

### Épisode 14:Morsures d'amour
- États-Unis : 11 février 2010 sur ABC
- Suisse : 17 octobre 2010 sur TSR1
- France : 15 juillet 2012 sur France 2
- Québec : 18 novembre 2013 sur Moi & Cie Télé

- États-Unis : 9,04 millions de téléspectateurs[18]
- France : 2,4 millions de téléspectateurs[16]

- James Morrison (William White)
- Michael Patrick Thornton (Dr. Gabriel Fife)
- Megan Henning (Lauren)
- Benjamin Blacksmith (Michael Woods)
- Kaitlyn Dever (Paige)
- Colin Ford (Seth)
- Erica Shaffer (Angie)
- Elizabeth Tsing (Stephanie)

### Épisode 15:Amours prématurés
- États-Unis : 18 février 2010 sur ABC
- Suisse : 24 octobre 2010 sur TSR1
- France : 15 juillet 2012 sur France 2
- Québec : 25 novembre 2013 sur Moi & Cie Télé

- États-Unis : 7,59 millions de téléspectateurs[19]
- France : 2,2 millions de téléspectateurs[16]

- Rosanna Arquette (Corinne)
- Sara Rue (Shira)
- Bruno Campos (Dr. Scott)
- Geffri Maya Hightower (Maya Bennett)
- Stephen Lunsford (Dink)
- Danielle Hoetmer (Jordana Sampson)
- Michael Patrick McGill (Marshall Holden)
- Joseph John Schirle (Ike Holden)

### Épisode 16:Ruptures
- États-Unis : 4 mars 2010 sur ABC
- Suisse : 31 octobre 2010 sur TSR1
- France : 22 juillet 2012 sur France 2
- Québec : 2 décembre 2013 sur Moi & Cie Télé

- États-Unis : 7,57 millions de téléspectateurs[20]
- France : 2,32 millions de téléspectateurs[21]

- Brian Benben (Sheldon Wallace)
- Christina Chang (Vanessa)
- Clea DuVall (Natasha)
- Adam Godley (Henry)
- Preston James Hillier (Agent Jones)
- Aldis Hodge (Esau Ajawke)
- James Morrison (William White)
- Emily Rose (Elisha)
- Elizabeth Sampson (May)
- Michael Patrick Thornton (Gabriel Fife)

### Épisode 17:Le Choix
- États-Unis : 11 mars 2010 sur ABC
- Suisse : 7 novembre 2010 sur TSR1
- France : 22 juillet 2012 sur France 2
- Québec : 9 décembre 2013 sur Moi & Cie Télé

- États-Unis : 7,66 millions de téléspectateurs[22]
- France : 2,2 millions de téléspectateurs[21]

- Brian Benben (Dr. Sheldon Wallace)
- James Morrison (William White)
- Christina Chang (Vanessa)
- Michael Patrick Thornton (Dr. Gabriel Fife)
- Derek Phillips (Eddie Lindy)
- Judith Hoag (Angie McConnell)
- Michael Reilly Burke (Simon)
- Monica Keena (Kayla)
- Lauren Bowles (Cyndy)
- Todd Babcock (Joe Roberts)
- Madeline Carroll (Maggie)

### Épisode 18:Des vies en balance
- États-Unis : 25 mars 2010 sur ABC
- Suisse : 21 novembre 2010 sur TSR1
- France : 22 juillet 2012 sur France 2
- Québec : 16 décembre 2013 sur Moi & Cie Télé

- États-Unis : 8,71 millions de téléspectateurs[23]
- France : 2,4 millions de téléspectateurs[21]

- Ryan Michelle Bathe (Robin)
- Brian Benben (Dr. Sheldon Wallace)
- Michael Reilly Burke (Simon)
- Christina Chang (Vanessa)
- Judith Hoag (Angie)
- Monica Keena (Kayla)
- Derek Phillips (Eddie Lindy)
- Freda Foh Shen (Juge)
- Michael Patrick Thornton (Dr. Gabriel Fife)

### Épisode 19:Réveil brutal
- États-Unis : 1er avril 2010 sur ABC
- Suisse : 28 novembre 2010 sur TSR1
- France : 22 juillet 2012 sur France 2
- Québec : 6 janvier 2014 sur Moi & Cie Télé

- États-Unis : 7,82 millions de téléspectateurs[24]
- France : 2,3 millions de téléspectateurs[21]

- Brian Benben (Dr. Sheldon Wallace)
- Nora Dunn (Dr. Ginsberg)
- Michael Patrick Thornton (Dr. Gabriel Fife)
- Caterina Scorsone (Amelia Shepherd)
- Christina Chang (Vanessa)
- Derek Phillips (Eddie Lindy)
- Judith Hoag (Angie McConnell)
- Michael Reilly Burke (Simon)
- Monica Keena (Kayla)
- Jack Axelrod (Oscar)

### Épisode 20:Deuxième Choix
- États-Unis : 22 avril 2010 sur ABC
- Suisse : 5 décembre 2010 sur TSR1
- France : 12 août 2012 sur France 2
- Québec : 13 janvier 2014 sur Moi & Cie Télé

- États-Unis : 7,49 millions de téléspectateurs[25]
- France : 1,89 million de téléspectateurs[26]

- Caterina Scorsone (Amelia)
- Brian Benben (Sheldon)
- Bobby Coleman (Oliver)
- Perrey Reeves (Kelly)
- Ken Wilder (Scott)
- Aaron Ashmore (Carl)
- Camille Chen (Lucia)

### Épisode 21:Le Procès d'une mère
- États-Unis : 29 avril 2010 sur ABC
- Suisse : 12 décembre 2010 sur TSR1
- France : 12 août 2012 sur France 2
- Québec : 20 janvier 2014 sur Moi & Cie Télé

- États-Unis : 7,78 millions de téléspectateurs[27]
- France : 1,94 million de téléspectateurs[26]

- Brian Benben (Sheldon)
- Caterina Scorsone (Amelia Shepherd)
- Tracee Ellis Ross (Ellen)
- Caroline Aaron (Stephanie)
- Frances Fisher (Ruby)
- John Cothran Jr. (Juge Longmuir)

### Épisode 22:Au nom de l'amour
- États-Unis : 6 mai 2010 sur ABC
- Suisse : 19 décembre 2010 sur TSR1
- France : 12 août 2012 sur France 2
- Québec : 27 janvier 2014 sur Moi & Cie Télé

- États-Unis : 8,15 millions de téléspectateurs[28]
- France : 1,83 million de téléspectateurs[26]

### Épisode 23:Tout le mal en une fois
- États-Unis : 13 mai 2010 sur ABC
- Suisse : 26 décembre 2010 sur TSR1
- France : 12 août 2012 sur France 2
- Québec : 3 février 2014 sur Moi & Cie Télé

- États-Unis : 9,28 millions de téléspectateurs[29]
- France : 1,77 million de téléspectateurs[26]

- Caterina Scorsone (Amelia Shepherd)

## Audiences

### Audiences aux États-Unis
| Épisode | Titre en français       | Titre original                    | Chaîne | Date de diffusion originale | Audiences | Pdm sur les 18-49 ans |
| ------- | ----------------------- | --------------------------------- | ------ | --------------------------- | --------- | --------------------- |
| 3x01    | La mort dans l'âme      | A Death in the Family             | ABC    | 1er octobre 2009            | 11.58     | 4.6/13                |
| 3x02    | Culpabilités            | The Way We Were                   | ABC    | 8 octobre 2009              | 9.50      | 3.6/10                |
| 3x03    | Un cœur en attente      | Right Here, Right Now             | ABC    | 15 octobre 2009             | 10.36     | 3.8/11                |
| 3x04    | Repousser les limites   | Pushing the Limits                | ABC    | 22 octobre 2009             | 9.93      | 3.7/10                |
| 3x05    | Les larmes du bourreau  | Strange Bedfellows                | ABC    | 29 octobre 2009             | 9.15      | 3.6/9                 |
| 3x06    | Faux départ             | Slip Slidin’ Away                 | ABC    | 5 novembre 2009             | 9.11      | 3.4/10                |
| 3x07    | Dérives                 | The Hard Part                     | ABC    | 12 novembre 2009            | 10.24     | 3.9/11                |
| 3x08    | Mortelle randonnée      | Sins of the Father                | ABC    | 19 novembre 2009            | 8.92      | 3.1/9                 |
| 3x09    | Piège parental          | The Parent Trap                   | ABC    | 3 décembre 2009             | 9.21      | 3.2/8                 |
| 3x10    | La proie des flammes    | Blowups                           | ABC    | 3 décembre 2009             | 9.21      | 3.2/8                 |
| 3x11    | Une seconde chance      | Another Second Chance             | ABC    | 14 janvier 2010             | 10.96     | 4.2/12                |
| 3x12    | Du cœur au ventre       | Best Laid Plans                   | ABC    | 21 janvier 2010             | 9.63      | 3.6/10                |
| 3x13    | Choix impossibles       | Shotgun                           | ABC    | 4 février 2010              | 9.25      | 3.3/10                |
| 3x14    | Morsures d'amour        | Love Bites                        | ABC    | 11 février 2010             | 9.03      | 3.1/9                 |
| 3x15    | Amours prématurés       | Til Death Do Us Part              | ABC    | 18 février 2010             | 7.59      | 2.8/7                 |
| 3x16    | Ruptures                | Fear of Flying                    | ABC    | 4 mars 2010                 | 7.57      | 2.7/8                 |
| 3x17    | Le Choix                | Triangles                         | ABC    | 11 mars 2010                | 7.65      | 2.8/8                 |
| 3x18    | Jugement à l'hôpital    | Pulling the Plug                  | ABC    | 25 mars 2010                | 8.70      | 2.9/8                 |
| 3x19    | Réveil brutal           | Eyes Wide Open                    | ABC    | 1er avril 2010              | 7.82      | 2.6/8                 |
| 3x20    | Deuxième choix          | Second Choices                    | ABC    | 22 avril 2010               | 7.49      | 2.3/6                 |
| 3x21    | Le procès d'une mère    | War                               | ABC    | 29 avril 2010               | 7.77      | 2.9/9                 |
| 3x22    | Au nom de l'amour       | In the Name of Love               | ABC    | 6 mai 2010                  | 8.15      | 2.8/8                 |
| 3x23    | Tout le mal en une fois | The End of A Beautiful Friendship | ABC    | 13 mai 2010                 | 9.29      | 3.2/9                 |

### Audiences en France
| Épisode | Titre en français       | Titre original                    | Chaîne   | Date de diffusion originale | Audiences | Pdm d'audiences globales |
| ------- | ----------------------- | --------------------------------- | -------- | --------------------------- | --------- | ------------------------ |
| 3x01    | La mort dans l'âme      | A Death in the Family             | France 2 | 22 août 2011                | 2.74      | 11,8 %                   |
| 3x02    | Culpabilités            | The Way We Were                   | France 2 | 22 août 2011                | 2.80      | 13,7 %                   |
| 3x03    | Un cœur en attente      | Right Here, Right Now             | France 2 | 22 août 2011                | 2.57      | 18,3 %                   |
| 3x04    | Repousser les limites   | Pushing the Limits                | France 2 | 29 août 2011                | 2.91      | 11,1 %                   |
| 3x05    | Les larmes du bourreau  | Strange Bedfellows                | France 2 | 29 août 2011                | 2.86      | 10,8 %                   |
| 3x06    | Faux départ             | Slip Slidin’ Away                 | France 2 | 29 août 2011                | 2.69      | 11,2 %                   |
| 3x07    | Dérives                 | The Hard Part                     | France 2 | 29 août 2011                | 2.45      | 16,1 %                   |
| 3x08    | Mortelle randonnée      | Sins of the Father                | France 2 | 8 juillet 2012              | 2.22      | 9,6 %                    |
| 3x09    | Piège parental          | The Parent Trap                   | France 2 | 8 juillet 2012              | 2.10      | 8,9 %                    |
| 3x10    | La proie des flammes    | Blowups                           | France 2 | 8 juillet 2012              | 2.20      | 11 %                     |
| 3x11    | Une seconde chance      | Another Second Chance             | France 2 | 8 juillet 2012              | 1.90      | 14,3 %                   |
| 3x12    | Du cœur au ventre       | Best Laid Plans                   | France 2 | 15 juillet 2012             | 2.34      | 10,1 %                   |
| 3x13    | Choix impossibles       | Shotgun                           | France 2 | 15 juillet 2012             | 2.30      | 9,8 %                    |
| 3x14    | Morsures d'amour        | Love Bites                        | France 2 | 15 juillet 2012             | 2.40      | 11,6 %                   |
| 3x15    | Amours prématurés       | Til Death Do Us Part              | France 2 | 15 juillet 2012             | 2.20      | 17,3 %                   |
| 3x16    | Ruptures                | Fear of Flying                    | France 2 | 22 juillet 2012             | 2.32      | 11,4 %                   |
| 3x17    | Le choix                | Triangles                         | France 2 | 22 juillet 2012             | 2.20      | 10,1 %                   |
| 3x18    | Jugement à l'hôpital    | Pulling the Plug                  | France 2 | 22 juillet 2012             | 2.40      | 12,5 %                   |
| 3x19    | Réveil brutal           | Eyes Wide Open                    | France 2 | 22 juillet 2012             | 2.30      | 17,1 %                   |
| 3x20    | Deuxième choix          | Second Choices                    | France 2 | 12 août 2012                | 1.89      | 9,8 %                    |
| 3x21    | Le procès d'une mère    | War                               | France 2 | 12 août 2012                | 1.94      | 10,0 %                   |
| 3x22    | Au nom de l'amour       | In the Name of Love               | France 2 | 12 août 2012                | 1.83      | 10,8 %                   |
| 3x23    | Tout le mal en une fois | The End of A Beautiful Friendship | France 2 | 12 août 2012                | 1.77      | 13,1 %                   |